# Étoile de Bessèges 2018
L'Étoile de Bessèges 2018 est la 48e édition de cette course cycliste sur route masculine. Elle a lieu du 31 janvier au 4 février 2018 dans le département du Gard, dans le sud de la France, et fait partie du calendrier UCI Europe Tour 2018 en catégorie 2.1. Elle est remportée par le coureur français Tony Gallopin, de l'équipe AG2R La Mondiale. Vainqueur de l'étape contre la montre, il devance au classement général Christophe Laporte (Cofidis) et Yoann Paillot (Saint-Michel-Auber 93).

## Présentation

### Équipes
Classée en catégorie 2.1 de l'UCI Europe Tour, l'Étoile de Bessèges est par conséquent ouverte aux WorldTeams dans la limite de 50 % des équipes participantes, aux équipes continentales professionnelles, aux équipes continentales et aux équipes nationales.
Dix-neuf équipes participent à cette Étoile de Bessèges - deux WorldTeams, douze équipes continentales professionnelles et quatre équipes continentales :
| WorldTeams (2)- FDJ - AG2R La Mondiale Équipes continentales professionnelles (12)- Direct Énergie - Cofidis, Solutions Crédits - Delko-Marseille Provence-KTM - Fortuneo-Samsic - Vital Concept - Bardiani CSF - Sport Vlaanderen-Baloise - Caja Rural-Seguros RGA - Euskadi Basque Country-Murias - Wanty-Groupe Gobert - WB-Aqua Protect-Veranclassic - Vérandas Willems-Crelan Équipes continentales (4)- Saint Michel-Auber 93 - Roubaix Lille Métropole - Cibel-Cebon - Amore & Vita-Prodir |
| |

## Étapes
| Étape     | Date     | Villes étapes               | type                        | Distance (km) | Vainqueur d'étape  | Leader du classement général |
| --------- | -------- | --------------------------- | --------------------------- | ------------- | ------------------ | ---------------------------- |
| 1re étape | 31 janv. | Bellegarde – Beaucaire      | étape de plaine             | 157           | Marc Sarreau       | Marc Sarreau                 |
| 2e étape  | 1 fév.   | Nîmes – Générac             | étape de plaine             | 148,3         | Christophe Laporte | Christophe Laporte           |
| 3e étape  | 2 fév.   | Bessèges – Bessèges         | étape vallonnée             | 152,6         | Marc Sarreau       | Marc Sarreau                 |
| 4e étape  | 3 fév.   | Chusclan – Laudun-l'Ardoise | étape de plaine             | 152,9         | Sean De Bie        | Marc Sarreau                 |
| 5e étape  | 4 fév.   | Alès – Alès                 | contre-la-montre individuel | 10,74         | Tony Gallopin      | Tony Gallopin                |

## Déroulement de la course
Les trois premières étapes se terminent par un sprint massif. La première est remportée par Marc Sarreau (Groupama-FDJ) devant Thomas Boudat (Direct Energie) et Bryan Coquard (Vital Concept). Le lendemain, Christophe Laporte (Cofidis) s'impose devant Bryan Coquard et Timothy Dupont et s'empare du maillot corail. Marc Sarreau reprend la tête du classement général à l'occasion de la troisième étape, où il devance Thomas Boudat et Samuel Dumoulin.
La quatrième étape, jugée en haut du mur de Laudun, voit une quarantaine de coureur se disputer la victoire. Celle-ci revient à Sean De Bie (Verandas Willems-Crelan), qui devance Timothy Dupont (Wanty-Groupe Gobert) et Rudy Barbier (AG2R La Mondiale). Sarreau, huitième de l'étape, reste en tête de la course,,.
Le contre-la-montre final, long de 10,7 km est décisif. Tony Gallopin (AG2R La Mondiale) s'y impose, parcourant l'étape en 15 minutes et 21 secondes. Il devance Yoann Paillot (Saint-Michel-Auber 93) et Sylvain Chavanel (Direct Energie), respectivement de 20 et 22 secondes. Au classement général, Gallopin prend la première place, devant Christophe Laporte, quatrième de l'étape, et Yoann Paillot. Deuxième des trois précédentes éditions de l'Étoile de Bessèges, Tony Gallopin remporte sa première course par étapes. C'est également sa première victoire avec AG2R La Mondiale,.

### 1reétape
| \| Classement de l'étape \| Classement de l'étape \| Classement de l'étape \| Classement de l'étape \| Classement de l'étape \| \| Coureur \| Coureur \| Pays \| Équipe \| Temps \| \| --------------------- \| --------------------- \| --------------------- \| ---------------------------- \| --------------------- \| \| 1er \| Marc Sarreau \| France \| FDJ \| 3 h 46 min 10 s \| \| 2e \| Thomas Boudat \| France \| Direct Énergie \| + 0 s \| \| 3e \| Bryan Coquard \| France \| Vital Concept \| + 0 s \| \| 4e \| Christophe Laporte \| France \| Cofidis, Solutions Crédits \| + 0 s \| \| 5e \| Sean De Bie \| Belgique \| Verandas Willems-Crelan \| + 0 s \| \| 6e \| Amaury Capiot \| Belgique \| Sport Vlaanderen-Baloise \| + 0 s \| \| 7e \| Enrico Barbin \| Italie \| Bardiani CSF \| + 0 s \| \| 8e \| Jordi Warlop \| Belgique \| Sport Vlaanderen-Baloise \| + 0 s \| \| 9e \| Kenny Dehaes \| Belgique \| WB-Aqua Protect-Veranclassic \| + 0 s \| \| 10e \| Romain Feillu \| France \| Saint Michel-Auber 93 \| + 0 s \| |                    |          |                              |                 |
| |                    |          |                              |                 |
| |                    |          |                              |                 |
| Classement de l'étape |                    |          |                              |                 |
| Coureur | Coureur            | Pays     | Équipe                       | Temps           |
| 1er | Marc Sarreau       | France   | FDJ                          | 3 h 46 min 10 s |
| 2e | Thomas Boudat      | France   | Direct Énergie               | + 0 s           |
| 3e | Bryan Coquard      | France   | Vital Concept                | + 0 s           |
| 4e | Christophe Laporte | France   | Cofidis, Solutions Crédits   | + 0 s           |
| 5e | Sean De Bie        | Belgique | Verandas Willems-Crelan      | + 0 s           |
| 6e | Amaury Capiot      | Belgique | Sport Vlaanderen-Baloise     | + 0 s           |
| 7e | Enrico Barbin      | Italie   | Bardiani CSF                 | + 0 s           |
| 8e | Jordi Warlop       | Belgique | Sport Vlaanderen-Baloise     | + 0 s           |
| 9e | Kenny Dehaes       | Belgique | WB-Aqua Protect-Veranclassic | + 0 s           |
| 10e | Romain Feillu      | France   | Saint Michel-Auber 93        | + 0 s           |

| \| Classement général \| Classement général \| Classement général \| Classement général \| Classement général \| \| Coureur \| Coureur \| Pays \| Équipe \| Temps \| \| ------------------ \| ------------------ \| ------------------ \| -------------------------- \| ------------------ \| \| 1er \| Marc Sarreau \| France \| FDJ \| 3 h 46 min 00 s \| \| 2e \| Thomas Boudat \| France \| Direct Énergie \| + 4 s \| \| 3e \| Bryan Coquard \| France \| Vital Concept \| + 6 s \| \| 4e \| Milan Menten \| Belgique \| Sport Vlaanderen-Baloise \| + 7 s \| \| 5e \| Michiel Dieleman \| Belgique \| Cibel-Cebon \| + 8 s \| \| 6e \| Aritz Bagües \| Espagne \| Euskadi-Murias \| + 9 s \| \| 7e \| Christophe Laporte \| France \| Cofidis, Solutions Crédits \| + 10 s \| \| 8e \| Sean De Bie \| Belgique \| Verandas Willems-Crelan \| + 10 s \| \| 9e \| Amaury Capiot \| Belgique \| Sport Vlaanderen-Baloise \| + 10 s \| \| 10e \| Enrico Barbin \| Italie \| Bardiani CSF \| + 10 s \| |                    |          |                            |                 |
| |                    |          |                            |                 |
| |                    |          |                            |                 |
| Classement général |                    |          |                            |                 |
| Coureur | Coureur            | Pays     | Équipe                     | Temps           |
| 1er | Marc Sarreau       | France   | FDJ                        | 3 h 46 min 00 s |
| 2e | Thomas Boudat      | France   | Direct Énergie             | + 4 s           |
| 3e | Bryan Coquard      | France   | Vital Concept              | + 6 s           |
| 4e | Milan Menten       | Belgique | Sport Vlaanderen-Baloise   | + 7 s           |
| 5e | Michiel Dieleman   | Belgique | Cibel-Cebon                | + 8 s           |
| 6e | Aritz Bagües       | Espagne  | Euskadi-Murias             | + 9 s           |
| 7e | Christophe Laporte | France   | Cofidis, Solutions Crédits | + 10 s          |
| 8e | Sean De Bie        | Belgique | Verandas Willems-Crelan    | + 10 s          |
| 9e | Amaury Capiot      | Belgique | Sport Vlaanderen-Baloise   | + 10 s          |
| 10e | Enrico Barbin      | Italie   | Bardiani CSF               | + 10 s          |

### 2eétape
| \| Classement de l'étape \| Classement de l'étape \| Classement de l'étape \| Classement de l'étape \| Classement de l'étape \| \| Coureur \| Coureur \| Pays \| Équipe \| Temps \| \| --------------------- \| --------------------- \| --------------------- \| ---------------------------- \| --------------------- \| \| 1er \| Christophe Laporte \| France \| Cofidis, Solutions Crédits \| 3 h 22 min 05 s \| \| 2e \| Bryan Coquard \| France \| Vital Concept \| + 0 s \| \| 3e \| Timothy Dupont \| Belgique \| Wanty-Groupe Gobert \| + 0 s \| \| 4e \| Amaury Capiot \| Belgique \| Sport Vlaanderen-Baloise \| + 0 s \| \| 5e \| Emiel Vermeulen \| Belgique \| Roubaix Lille Métropole \| + 0 s \| \| 6e \| Marc Sarreau \| France \| FDJ \| + 0 s \| \| 7e \| Lorrenzo Manzin \| France \| Vital Concept \| + 0 s \| \| 8e \| Romain Feillu \| France \| Saint Michel-Auber 93 \| + 0 s \| \| 9e \| Kevyn Ista \| Belgique \| WB-Aqua Protect-Veranclassic \| + 0 s \| \| 10e \| Marco Maronese \| Italie \| Bardiani CSF \| + 0 s \| |                    |          |                              |                 |
| |                    |          |                              |                 |
| |                    |          |                              |                 |
| Classement de l'étape |                    |          |                              |                 |
| Coureur | Coureur            | Pays     | Équipe                       | Temps           |
| 1er | Christophe Laporte | France   | Cofidis, Solutions Crédits   | 3 h 22 min 05 s |
| 2e | Bryan Coquard      | France   | Vital Concept                | + 0 s           |
| 3e | Timothy Dupont     | Belgique | Wanty-Groupe Gobert          | + 0 s           |
| 4e | Amaury Capiot      | Belgique | Sport Vlaanderen-Baloise     | + 0 s           |
| 5e | Emiel Vermeulen    | Belgique | Roubaix Lille Métropole      | + 0 s           |
| 6e | Marc Sarreau       | France   | FDJ                          | + 0 s           |
| 7e | Lorrenzo Manzin    | France   | Vital Concept                | + 0 s           |
| 8e | Romain Feillu      | France   | Saint Michel-Auber 93        | + 0 s           |
| 9e | Kevyn Ista         | Belgique | WB-Aqua Protect-Veranclassic | + 0 s           |
| 10e | Marco Maronese     | Italie   | Bardiani CSF                 | + 0 s           |

| \| Classement général \| Classement général \| Classement général \| Classement général \| Classement général \| \| Coureur \| Coureur \| Pays \| Équipe \| Temps \| \| ------------------ \| ------------------ \| ------------------ \| ---------------------------- \| ------------------ \| \| 1er \| Christophe Laporte \| France \| Cofidis, Solutions Crédits \| 7 h 08 min 05 s \| \| 2e \| Bryan Coquard \| France \| Vital Concept \| + 0 s \| \| 3e \| Marc Sarreau \| France \| FDJ \| + 0 s \| \| 4e \| Thomas Boudat \| France \| Direct Énergie \| + 4 s \| \| 5e \| Timothy Dupont \| Belgique \| Wanty-Groupe Gobert \| + 6 s \| \| 6e \| Milan Menten \| Belgique \| Sport Vlaanderen-Baloise \| + 7 s \| \| 7e \| Pierre Idjouadiene \| France \| Roubaix Lille Métropole \| + 7 s \| \| 8e \| Dries Van Gestel \| Belgique \| Sport Vlaanderen-Baloise \| + 8 s \| \| 9e \| Michiel Dieleman \| Belgique \| Cibel-Cebon \| + 8 s \| \| 10e \| Romain Combaud \| France \| Delko-Marseille Provence-KTM \| + 9 s \| |                    |          |                              |                 |
| |                    |          |                              |                 |
| |                    |          |                              |                 |
| Classement général |                    |          |                              |                 |
| Coureur | Coureur            | Pays     | Équipe                       | Temps           |
| 1er | Christophe Laporte | France   | Cofidis, Solutions Crédits   | 7 h 08 min 05 s |
| 2e | Bryan Coquard      | France   | Vital Concept                | + 0 s           |
| 3e | Marc Sarreau       | France   | FDJ                          | + 0 s           |
| 4e | Thomas Boudat      | France   | Direct Énergie               | + 4 s           |
| 5e | Timothy Dupont     | Belgique | Wanty-Groupe Gobert          | + 6 s           |
| 6e | Milan Menten       | Belgique | Sport Vlaanderen-Baloise     | + 7 s           |
| 7e | Pierre Idjouadiene | France   | Roubaix Lille Métropole      | + 7 s           |
| 8e | Dries Van Gestel   | Belgique | Sport Vlaanderen-Baloise     | + 8 s           |
| 9e | Michiel Dieleman   | Belgique | Cibel-Cebon                  | + 8 s           |
| 10e | Romain Combaud     | France   | Delko-Marseille Provence-KTM | + 9 s           |

### 3eétape
| \| Classement de l'étape \| Classement de l'étape \| Classement de l'étape \| Classement de l'étape \| Classement de l'étape \| \| Coureur \| Coureur \| Pays \| Équipe \| Temps \| \| --------------------- \| --------------------- \| --------------------- \| ---------------------------- \| --------------------- \| \| 1er \| Marc Sarreau \| France \| FDJ \| 3 h 56 min 29 s \| \| 2e \| Thomas Boudat \| France \| Direct Énergie \| + 0 s \| \| 3e \| Samuel Dumoulin \| France \| AG2R La Mondiale \| + 0 s \| \| 4e \| Sean De Bie \| Belgique \| Verandas Willems-Crelan \| + 0 s \| \| 5e \| Timothy Dupont \| Belgique \| Wanty-Groupe Gobert \| + 0 s \| \| 6e \| Brenton Jones \| Australie \| Delko-Marseille Provence-KTM \| + 0 s \| \| 7e \| Christophe Laporte \| France \| Cofidis, Solutions Crédits \| + 0 s \| \| 8e \| Amaury Capiot \| Belgique \| Sport Vlaanderen-Baloise \| + 0 s \| \| 9e \| Damien Touzé \| France \| Saint Michel-Auber 93 \| + 0 s \| \| 10e \| Laurent Pichon \| France \| Fortuneo-Samsic \| + 0 s \| |                    |           |                              |                 |
| |                    |           |                              |                 |
| |                    |           |                              |                 |
| Classement de l'étape |                    |           |                              |                 |
| Coureur | Coureur            | Pays      | Équipe                       | Temps           |
| 1er | Marc Sarreau       | France    | FDJ                          | 3 h 56 min 29 s |
| 2e | Thomas Boudat      | France    | Direct Énergie               | + 0 s           |
| 3e | Samuel Dumoulin    | France    | AG2R La Mondiale             | + 0 s           |
| 4e | Sean De Bie        | Belgique  | Verandas Willems-Crelan      | + 0 s           |
| 5e | Timothy Dupont     | Belgique  | Wanty-Groupe Gobert          | + 0 s           |
| 6e | Brenton Jones      | Australie | Delko-Marseille Provence-KTM | + 0 s           |
| 7e | Christophe Laporte | France    | Cofidis, Solutions Crédits   | + 0 s           |
| 8e | Amaury Capiot      | Belgique  | Sport Vlaanderen-Baloise     | + 0 s           |
| 9e | Damien Touzé       | France    | Saint Michel-Auber 93        | + 0 s           |
| 10e | Laurent Pichon     | France    | Fortuneo-Samsic              | + 0 s           |

| \| Classement général \| Classement général \| Classement général \| Classement général \| Classement général \| \| Coureur \| Coureur \| Pays \| Équipe \| Temps \| \| ------------------ \| ------------------ \| ------------------ \| ---------------------------- \| ------------------ \| \| 1er \| Marc Sarreau \| France \| FDJ \| 11 h 04 min 24 s \| \| 2e \| Thomas Boudat \| France \| Direct Énergie \| + 8 s \| \| 3e \| Christophe Laporte \| France \| Cofidis, Solutions Crédits \| + 10 s \| \| 4e \| Bryan Coquard \| France \| Vital Concept \| + 10 s \| \| 5e \| Benoît Cosnefroy \| France \| AG2R La Mondiale \| + 14 s \| \| 6e \| Samuel Dumoulin \| France \| AG2R La Mondiale \| + 16 s \| \| 7e \| Timothy Dupont \| Belgique \| Wanty-Groupe Gobert \| + 16 s \| \| 8e \| Romain Combaud \| France \| Delko-Marseille Provence-KTM \| + 16 s \| \| 9e \| Milan Menten \| Belgique \| Sport Vlaanderen-Baloise \| + 17 s \| \| 10e \| Dries Van Gestel \| Belgique \| Sport Vlaanderen-Baloise \| + 17 s \| |                    |          |                              |                  |
| |                    |          |                              |                  |
| |                    |          |                              |                  |
| Classement général |                    |          |                              |                  |
| Coureur | Coureur            | Pays     | Équipe                       | Temps            |
| 1er | Marc Sarreau       | France   | FDJ                          | 11 h 04 min 24 s |
| 2e | Thomas Boudat      | France   | Direct Énergie               | + 8 s            |
| 3e | Christophe Laporte | France   | Cofidis, Solutions Crédits   | + 10 s           |
| 4e | Bryan Coquard      | France   | Vital Concept                | + 10 s           |
| 5e | Benoît Cosnefroy   | France   | AG2R La Mondiale             | + 14 s           |
| 6e | Samuel Dumoulin    | France   | AG2R La Mondiale             | + 16 s           |
| 7e | Timothy Dupont     | Belgique | Wanty-Groupe Gobert          | + 16 s           |
| 8e | Romain Combaud     | France   | Delko-Marseille Provence-KTM | + 16 s           |
| 9e | Milan Menten       | Belgique | Sport Vlaanderen-Baloise     | + 17 s           |
| 10e | Dries Van Gestel   | Belgique | Sport Vlaanderen-Baloise     | + 17 s           |

### 4eétape
Un quatuor d'échappés composé de Antomarchi, Devriendt, Di Gregorio et Marchand, prend jusqu'à 3 min 30 s d'avance sur un peloton mené souvent par l'équipe FDJ. Di Gregorio va chercher les points au sommet des côtes. Le Belge Devriendt fait plusieurs tentatives mais est repris à 10 kilomètres de l'arrivée à Laudun. Dans le dernier kilomètre, A. Turgis et T. Dupont attaquent dans la dernière côte, Sean De Bie les rattrape et gagne l'étape devant son compatriote Dupont.
« Sean de Bie s'impose en costaud » [vidéo], L'Équipe, 3 février 2018
| \| Classement de l'étape \| Classement de l'étape \| Classement de l'étape \| Classement de l'étape \| Classement de l'étape \| \| Coureur \| Coureur \| Pays \| Équipe \| Temps \| \| --------------------- \| --------------------- \| --------------------- \| -------------------------- \| --------------------- \| \| 1er \| Sean De Bie \| Belgique \| Verandas Willems-Crelan \| 3 h 43 min 14 s \| \| 2e \| Timothy Dupont \| Belgique \| Wanty-Groupe Gobert \| + 0 s \| \| 3e \| Rudy Barbier \| France \| AG2R La Mondiale \| + 0 s \| \| 4e \| Pierre Barbier \| France \| Roubaix Lille Métropole \| + 0 s \| \| 5e \| Damien Touzé \| France \| Saint Michel-Auber 93 \| + 0 s \| \| 6e \| Anthony Turgis \| France \| Cofidis, Solutions Crédits \| + 0 s \| \| 7e \| Bryan Coquard \| France \| Vital Concept \| + 0 s \| \| 8e \| Marc Sarreau \| France \| FDJ \| + 0 s \| \| 9e \| Samuel Dumoulin \| France \| AG2R La Mondiale \| + 0 s \| \| 10e \| Amaury Capiot \| Belgique \| Sport Vlaanderen-Baloise \| + 0 s \| |                 |          |                            |                 |
| |                 |          |                            |                 |
| |                 |          |                            |                 |
| Classement de l'étape |                 |          |                            |                 |
| Coureur | Coureur         | Pays     | Équipe                     | Temps           |
| 1er | Sean De Bie     | Belgique | Verandas Willems-Crelan    | 3 h 43 min 14 s |
| 2e | Timothy Dupont  | Belgique | Wanty-Groupe Gobert        | + 0 s           |
| 3e | Rudy Barbier    | France   | AG2R La Mondiale           | + 0 s           |
| 4e | Pierre Barbier  | France   | Roubaix Lille Métropole    | + 0 s           |
| 5e | Damien Touzé    | France   | Saint Michel-Auber 93      | + 0 s           |
| 6e | Anthony Turgis  | France   | Cofidis, Solutions Crédits | + 0 s           |
| 7e | Bryan Coquard   | France   | Vital Concept              | + 0 s           |
| 8e | Marc Sarreau    | France   | FDJ                        | + 0 s           |
| 9e | Samuel Dumoulin | France   | AG2R La Mondiale           | + 0 s           |
| 10e | Amaury Capiot   | Belgique | Sport Vlaanderen-Baloise   | + 0 s           |

| \| Classement général \| Classement général \| Classement général \| Classement général \| Classement général \| \| Coureur \| Coureur \| Pays \| Équipe \| Temps \| \| ------------------ \| ------------------ \| ------------------ \| -------------------------- \| ------------------ \| \| 1er \| Marc Sarreau \| France \| FDJ \| 14 h 47 min 38 s \| \| 2e \| Thomas Boudat \| France \| Direct Énergie \| + 8 s \| \| 3e \| Bryan Coquard \| France \| Vital Concept \| + 10 s \| \| 4e \| Christophe Laporte \| France \| Cofidis, Solutions Crédits \| + 10 s \| \| 5e \| Sean De Bie \| Belgique \| Verandas Willems-Crelan \| + 10 s \| \| 6e \| Timothy Dupont \| Belgique \| Wanty-Groupe Gobert \| + 10 s \| \| 7e \| Samuel Dumoulin \| France \| AG2R La Mondiale \| + 16 s \| \| 8e \| Milan Menten \| Belgique \| Sport Vlaanderen-Baloise \| + 17 s \| \| 9e \| Dries Van Gestel \| Belgique \| Sport Vlaanderen-Baloise \| + 17 s \| \| 10e \| Jonathan Hivert \| France \| Direct Énergie \| + 17 s \| |                    |          |                            |                  |
| |                    |          |                            |                  |
| |                    |          |                            |                  |
| Classement général |                    |          |                            |                  |
| Coureur | Coureur            | Pays     | Équipe                     | Temps            |
| 1er | Marc Sarreau       | France   | FDJ                        | 14 h 47 min 38 s |
| 2e | Thomas Boudat      | France   | Direct Énergie             | + 8 s            |
| 3e | Bryan Coquard      | France   | Vital Concept              | + 10 s           |
| 4e | Christophe Laporte | France   | Cofidis, Solutions Crédits | + 10 s           |
| 5e | Sean De Bie        | Belgique | Verandas Willems-Crelan    | + 10 s           |
| 6e | Timothy Dupont     | Belgique | Wanty-Groupe Gobert        | + 10 s           |
| 7e | Samuel Dumoulin    | France   | AG2R La Mondiale           | + 16 s           |
| 8e | Milan Menten       | Belgique | Sport Vlaanderen-Baloise   | + 17 s           |
| 9e | Dries Van Gestel   | Belgique | Sport Vlaanderen-Baloise   | + 17 s           |
| 10e | Jonathan Hivert    | France   | Direct Énergie             | + 17 s           |

### 5eétape
| \| Classement de l'étape \| Classement de l'étape \| Classement de l'étape \| Classement de l'étape \| Classement de l'étape \| \| Coureur \| Coureur \| Pays \| Équipe \| Temps \| \| --------------------- \| --------------------- \| --------------------- \| -------------------------- \| --------------------- \| \| 1er \| Tony Gallopin \| France \| AG2R La Mondiale \| 15 min 21 s \| \| 2e \| Yoann Paillot \| France \| Saint Michel-Auber 93 \| + 20 s \| \| 3e \| Sylvain Chavanel \| France \| Direct Énergie \| + 22 s \| \| 4e \| Christophe Laporte \| France \| Cofidis, Solutions Crédits \| + 25 s \| \| 5e \| Jonathan Hivert \| France \| Direct Énergie \| + 29 s \| \| 6e \| Lilian Calmejane \| France \| Direct Énergie \| + 29 s \| \| 7e \| Alexis Gougeard \| France \| AG2R La Mondiale \| + 34 s \| \| 8e \| Léo Vincent \| France \| FDJ \| + 39 s \| \| 9e \| Johan Le Bon \| France \| Vital Concept \| + 44 s \| \| 10e \| Sean De Bie \| Belgique \| Verandas Willems-Crelan \| + 45 s \| |                    |          |                            |             |
| |                    |          |                            |             |
| |                    |          |                            |             |
| Classement de l'étape |                    |          |                            |             |
| Coureur | Coureur            | Pays     | Équipe                     | Temps       |
| 1er | Tony Gallopin      | France   | AG2R La Mondiale           | 15 min 21 s |
| 2e | Yoann Paillot      | France   | Saint Michel-Auber 93      | + 20 s      |
| 3e | Sylvain Chavanel   | France   | Direct Énergie             | + 22 s      |
| 4e | Christophe Laporte | France   | Cofidis, Solutions Crédits | + 25 s      |
| 5e | Jonathan Hivert    | France   | Direct Énergie             | + 29 s      |
| 6e | Lilian Calmejane   | France   | Direct Énergie             | + 29 s      |
| 7e | Alexis Gougeard    | France   | AG2R La Mondiale           | + 34 s      |
| 8e | Léo Vincent        | France   | FDJ                        | + 39 s      |
| 9e | Johan Le Bon       | France   | Vital Concept              | + 44 s      |
| 10e | Sean De Bie        | Belgique | Verandas Willems-Crelan    | + 45 s      |

## Classements finals

### Classement général
| \| Classement général \| Classement général \| Classement général \| Classement général \| Classement général \| \| Coureur \| Coureur \| Pays \| Équipe \| Temps \| \| ------------------ \| ------------------ \| ------------------ \| -------------------------- \| ------------------ \| \| 1er \| Tony Gallopin \| France \| AG2R La Mondiale \| 15 h 03 min 19 s \| \| 2e \| Christophe Laporte \| France \| Cofidis, Solutions Crédits \| + 15 s \| \| 3e \| Yoann Paillot \| France \| Saint Michel-Auber 93 \| + 20 s \| \| 4e \| Sylvain Chavanel \| France \| Direct Énergie \| + 22 s \| \| 5e \| Jonathan Hivert \| France \| Direct Énergie \| + 26 s \| \| 6e \| Lilian Calmejane \| France \| Direct Énergie \| + 29 s \| \| 7e \| Alexis Gougeard \| France \| AG2R La Mondiale \| + 34 s \| \| 8e \| Sean De Bie \| Belgique \| Verandas Willems-Crelan \| + 35 s \| \| 9e \| Marc Sarreau \| France \| FDJ \| + 35 s \| \| 10e \| Johan Le Bon \| France \| Vital Concept \| + 44 s \| \| 11e \| Anthony Turgis \| France \| Cofidis, Solutions Crédits \| + 46 s \| \| 12e \| Benjamin Thomas \| France \| FDJ \| + 46 s \| \| 13e \| Dimitri Claeys \| Belgique \| Cofidis, Solutions Crédits \| + 47 s \| \| 14e \| Bryan Coquard \| France \| Vital Concept \| + 47 s \| \| 15e \| Samuel Dumoulin \| France \| AG2R La Mondiale \| + 52 s \| |                    |          |                            |                  |
| |                    |          |                            |                  |
| Source : ProCyclingStats |                    |          |                            |                  |
| Classement général |                    |          |                            |                  |
| Coureur | Coureur            | Pays     | Équipe                     | Temps            |
| 1er | Tony Gallopin      | France   | AG2R La Mondiale           | 15 h 03 min 19 s |
| 2e | Christophe Laporte | France   | Cofidis, Solutions Crédits | + 15 s           |
| 3e | Yoann Paillot      | France   | Saint Michel-Auber 93      | + 20 s           |
| 4e | Sylvain Chavanel   | France   | Direct Énergie             | + 22 s           |
| 5e | Jonathan Hivert    | France   | Direct Énergie             | + 26 s           |
| 6e | Lilian Calmejane   | France   | Direct Énergie             | + 29 s           |
| 7e | Alexis Gougeard    | France   | AG2R La Mondiale           | + 34 s           |
| 8e | Sean De Bie        | Belgique | Verandas Willems-Crelan    | + 35 s           |
| 9e | Marc Sarreau       | France   | FDJ                        | + 35 s           |
| 10e | Johan Le Bon       | France   | Vital Concept              | + 44 s           |
| 11e | Anthony Turgis     | France   | Cofidis, Solutions Crédits | + 46 s           |
| 12e | Benjamin Thomas    | France   | FDJ                        | + 46 s           |
| 13e | Dimitri Claeys     | Belgique | Cofidis, Solutions Crédits | + 47 s           |
| 14e | Bryan Coquard      | France   | Vital Concept              | + 47 s           |
| 15e | Samuel Dumoulin    | France   | AG2R La Mondiale           | + 52 s           |

### Classements annexes
| Classement par points | Classement par points | Classement par points | Classement par points      | Classement par points |
| Coureur               | Coureur               | Pays                  | Équipe                     | Points                |
| --------------------- | --------------------- | --------------------- | -------------------------- | --------------------- |
| 1er                   | Marc Sarreau          | France                | FDJ                        | 68 pts                |
| 2e                    | Sean De Bie           | Belgique              | Verandas Willems-Crelan    | 51 pts                |
| 3e                    | Christophe Laporte    | France                | Cofidis, Solutions Crédits | 48 pts                |
| 4e                    | Bryan Coquard         | France                | Vital Concept              | 48 pts                |
| 5e                    | Timothy Dupont        | Belgique              | Wanty-Groupe Gobert        | 48 pts                |
| 6e                    | Thomas Boudat         | France                | Direct Énergie             | 42 pts                |
| 7e                    | Amaury Capiot         | Belgique              | Sport Vlaanderen-Baloise   | 38 pts                |
| 8e                    | Samuel Dumoulin       | France                | AG2R La Mondiale           | 26 pts                |
| 9e                    | Rudy Barbier          | France                | AG2R La Mondiale           | 21 pts                |
| 10e                   | Damien Touzé          | France                | Saint Michel-Auber 93      | 19 pts                |

| Classement par points | Classement par points | Classement par points | Classement par points      | Classement par points |
| Coureur               | Coureur               | Pays                  | Équipe                     | Points                |
| --------------------- | --------------------- | --------------------- | -------------------------- | --------------------- |
| 1er                   | Marc Sarreau          | France                | FDJ                        | 68 pts                |
| 2e                    | Sean De Bie           | Belgique              | Verandas Willems-Crelan    | 51 pts                |
| 3e                    | Christophe Laporte    | France                | Cofidis, Solutions Crédits | 48 pts                |
| 4e                    | Bryan Coquard         | France                | Vital Concept              | 48 pts                |
| 5e                    | Timothy Dupont        | Belgique              | Wanty-Groupe Gobert        | 48 pts                |
| 6e                    | Thomas Boudat         | France                | Direct Énergie             | 42 pts                |
| 7e                    | Amaury Capiot         | Belgique              | Sport Vlaanderen-Baloise   | 38 pts                |
| 8e                    | Samuel Dumoulin       | France                | AG2R La Mondiale           | 26 pts                |
| 9e                    | Rudy Barbier          | France                | AG2R La Mondiale           | 21 pts                |
| 10e                   | Damien Touzé          | France                | Saint Michel-Auber 93      | 19 pts                |

| Classement de la montagne | Classement de la montagne | Classement de la montagne | Classement de la montagne    | Classement de la montagne |
| Coureur                   | Coureur                   | Pays                      | Équipe                       | Points                    |
| ------------------------- | ------------------------- | ------------------------- | ---------------------------- | ------------------------- |
| 1er                       | Rémy Di Grégorio          | France                    | Delko-Marseille Provence-KTM | 36 pts                    |
| 2e                        | Gianni Marchand           | Belgique                  | Cibel-Cebon                  | 26 pts                    |
| 3e                        | Benoît Cosnefroy          | France                    | AG2R La Mondiale             | 24 pts                    |
| 4e                        | Jonathan Hivert           | France                    | Direct Énergie               | 14 pts                    |
| 5e                        | Milan Menten              | Belgique                  | Sport Vlaanderen-Baloise     | 12 pts                    |
| 6e                        | Michiel Dieleman          | Belgique                  | Cibel-Cebon                  | 8 pts                     |
| 7e                        | Romain Combaud            | France                    | Delko-Marseille Provence-KTM | 5 pts                     |
| 8e                        | Lilian Calmejane          | France                    | Direct Énergie               | 4 pts                     |
| 9e                        | Tom Devriendt             | Belgique                  | Wanty-Groupe Gobert          | 4 pts                     |
| 10e                       | Aritz Bagües              | Espagne                   | Euskadi-Murias               | 4 pts                     |

| Classement de la montagne | Classement de la montagne | Classement de la montagne | Classement de la montagne    | Classement de la montagne |
| Coureur                   | Coureur                   | Pays                      | Équipe                       | Points                    |
| ------------------------- | ------------------------- | ------------------------- | ---------------------------- | ------------------------- |
| 1er                       | Rémy Di Grégorio          | France                    | Delko-Marseille Provence-KTM | 36 pts                    |
| 2e                        | Gianni Marchand           | Belgique                  | Cibel-Cebon                  | 26 pts                    |
| 3e                        | Benoît Cosnefroy          | France                    | AG2R La Mondiale             | 24 pts                    |
| 4e                        | Jonathan Hivert           | France                    | Direct Énergie               | 14 pts                    |
| 5e                        | Milan Menten              | Belgique                  | Sport Vlaanderen-Baloise     | 12 pts                    |
| 6e                        | Michiel Dieleman          | Belgique                  | Cibel-Cebon                  | 8 pts                     |
| 7e                        | Romain Combaud            | France                    | Delko-Marseille Provence-KTM | 5 pts                     |
| 8e                        | Lilian Calmejane          | France                    | Direct Énergie               | 4 pts                     |
| 9e                        | Tom Devriendt             | Belgique                  | Wanty-Groupe Gobert          | 4 pts                     |
| 10e                       | Aritz Bagües              | Espagne                   | Euskadi-Murias               | 4 pts                     |

| Classement du meilleur jeune | Classement du meilleur jeune | Classement du meilleur jeune | Classement du meilleur jeune | Classement du meilleur jeune |
| Coureur                      | Coureur                      | Pays                         | Équipe                       | Temps                        |
| ---------------------------- | ---------------------------- | ---------------------------- | ---------------------------- | ---------------------------- |
| 1er                          | Benjamin Thomas              | France                       | FDJ                          | 15 h 04 min 05 s             |
| 2e                           | Valentin Madouas             | France                       | FDJ                          | + 6 s                        |
| 3e                           | Léo Vincent                  | France                       | FDJ                          | + 19 s                       |
| 4e                           | Cyril Barthe                 | France                       | Euskadi-Murias               | + 37 s                       |
| 5e                           | Benoît Cosnefroy             | France                       | AG2R La Mondiale             | + 38 s                       |
| 6e                           | Jordi Warlop                 | Belgique                     | Sport Vlaanderen-Baloise     | + 1 min 44 s                 |
| 7e                           | Jon Irisarri                 | Espagne                      | Caja Rural-Seguros RGA       | + 1 min 44 s                 |
| 8e                           | Milan Menten                 | Belgique                     | Sport Vlaanderen-Baloise     | + 2 min 01 s                 |
| 9e                           | Franklin Six                 | Belgique                     | WB-Aqua Protect-Veranclassic | + 3 min 10 s                 |
| 10e                          | Damien Touzé                 | France                       | Saint Michel-Auber 93        | + 4 min 03 s                 |

| Classement du meilleur jeune | Classement du meilleur jeune | Classement du meilleur jeune | Classement du meilleur jeune | Classement du meilleur jeune |
| Coureur                      | Coureur                      | Pays                         | Équipe                       | Temps                        |
| ---------------------------- | ---------------------------- | ---------------------------- | ---------------------------- | ---------------------------- |
| 1er                          | Benjamin Thomas              | France                       | FDJ                          | 15 h 04 min 05 s             |
| 2e                           | Valentin Madouas             | France                       | FDJ                          | + 6 s                        |
| 3e                           | Léo Vincent                  | France                       | FDJ                          | + 19 s                       |
| 4e                           | Cyril Barthe                 | France                       | Euskadi-Murias               | + 37 s                       |
| 5e                           | Benoît Cosnefroy             | France                       | AG2R La Mondiale             | + 38 s                       |
| 6e                           | Jordi Warlop                 | Belgique                     | Sport Vlaanderen-Baloise     | + 1 min 44 s                 |
| 7e                           | Jon Irisarri                 | Espagne                      | Caja Rural-Seguros RGA       | + 1 min 44 s                 |
| 8e                           | Milan Menten                 | Belgique                     | Sport Vlaanderen-Baloise     | + 2 min 01 s                 |
| 9e                           | Franklin Six                 | Belgique                     | WB-Aqua Protect-Veranclassic | + 3 min 10 s                 |
| 10e                          | Damien Touzé                 | France                       | Saint Michel-Auber 93        | + 4 min 03 s                 |

| Classement par équipes | Classement par équipes     | Classement par équipes | Classement par équipes |
| Équipe                 | Équipe                     | Pays                   | Temps                  |
| ---------------------- | -------------------------- | ---------------------- | ---------------------- |
| 1re                    | Direct Énergie             | France                 | 45 h 11 min 17 s       |
| 2e                     | AG2R La Mondiale           | France                 | + 10 s                 |
| 3e                     | Cofidis, Solutions Crédits | France                 | + 38 s                 |
| 4e                     | FDJ                        | France                 | + 51 s                 |
| 5e                     | Vital Concept              | France                 | + 2 min 14 s           |
| 6e                     | Saint Michel-Auber 93      | France                 | + 2 min 21 s           |
| 7e                     | Vérandas Willems-Crelan    | Belgique               | + 2 min 26 s           |
| 8e                     | Wanty-Groupe Gobert        | Belgique               | + 2 min 48 s           |
| 9e                     | Cibel-Cebon                | Belgique               | + 3 min 02 s           |
| 10e                    | Fortuneo-Samsic            | France                 | + 3 min 08 s           |

| Classement par équipes | Classement par équipes     | Classement par équipes | Classement par équipes |
| Équipe                 | Équipe                     | Pays                   | Temps                  |
| ---------------------- | -------------------------- | ---------------------- | ---------------------- |
| 1re                    | Direct Énergie             | France                 | 45 h 11 min 17 s       |
| 2e                     | AG2R La Mondiale           | France                 | + 10 s                 |
| 3e                     | Cofidis, Solutions Crédits | France                 | + 38 s                 |
| 4e                     | FDJ                        | France                 | + 51 s                 |
| 5e                     | Vital Concept              | France                 | + 2 min 14 s           |
| 6e                     | Saint Michel-Auber 93      | France                 | + 2 min 21 s           |
| 7e                     | Vérandas Willems-Crelan    | Belgique               | + 2 min 26 s           |
| 8e                     | Wanty-Groupe Gobert        | Belgique               | + 2 min 48 s           |
| 9e                     | Cibel-Cebon                | Belgique               | + 3 min 02 s           |
| 10e                    | Fortuneo-Samsic            | France                 | + 3 min 08 s           |

### Classements UCI
Cette Étoile de Bessèges attribue des points pour l'UCI Europe Tour 2018, y compris aux coureurs faisant partie d'une équipe ayant un label WorldTeam. De plus la course donne le même nombre de points individuellement à tous les coureurs pour le Classement mondial UCI 2018.
| Position           | 1er | 2e | 3e | 4e | 5e | 6e | 7e | 8e | 9e | 10e | 11e | 12e | 13e à 15e | 16e à 25e |
| Classement général | 125 | 85 | 70 | 60 | 50 | 40 | 35 | 30 | 25 | 20  | 15  | 10  | 5         | 3         |
| Par étape          | 14  | 5  | 3  |    |    |    |    |    |    |     |     |     |           |           |
| Leader, par étape  | 3   |    |    |    |    |    |    |    |    |     |     |     |           |           |

| Points attribués | Points attribués   | Points attribués        | Points attribués | Points attribués | Points attribués | Points attribués |
| Pos              | Coureur            | Équipe                  | Général          | Étape            | Leader           | Total            |
| ---------------- | ------------------ | ----------------------- | ---------------- | ---------------- | ---------------- | ---------------- |
| 1                | Tony Gallopin      | AG2R La Mondiale        | 125              | 14               | -                | 139              |
| 2                | Christophe Laporte | Cofidis                 | 85               | 14               | 3                | 102              |
| 3                | Yoann Paillot      | Saint Michel-Auber93    | 70               | 5                | -                | 75               |
| 4                | Sylvain Chavanel   | Direct Énergie          | 60               | 3                | -                | 63               |
| 5                | Marc Sarreau       | FDJ                     | 25               | 28               | 9                | 62               |
| 6                | Jonathan Hivert    | Direct Énergie          | 50               | -                | -                | 50               |
| 7                | Sean De Bie        | Vérandas Willems-Crelan | 30               | 14               | -                | 44               |
| 8                | Lilian Calmejane   | Direct Énergie          | 40               | -                | -                | 40               |
| 9                | Alexis Gougeard    | AG2R La Mondiale        | 35               | -                | -                | 35               |
| 10               | Johan Le Bon       | Vital Concept           | 20               | -                | -                | 20               |

## Évolution des classements
| Étape            | Vainqueur          | Classement général | Classement par points | Classement de la montagne | Classement du meilleur jeune | Classement par équipes   |
| ---------------- | ------------------ | ------------------ | --------------------- | ------------------------- | ---------------------------- | ------------------------ |
| 1                | Marc Sarreau       | Marc Sarreau       | Marc Sarreau          | Milan Menten              | Milan Menten                 | Sport Vlaanderen-Baloise |
| 2                | Christophe Laporte | Christophe Laporte | Christophe Laporte    | Milan Menten              | Milan Menten                 | Vital Concept            |
| 3                | Marc Sarreau       | Marc Sarreau       | Marc Sarreau          | Rémy Di Gregorio          | Benoit Cosnefroy             | Sport Vlaanderen-Baloise |
| 4                | Sean De Bie        | Marc Sarreau       | Marc Sarreau          | Rémy Di Gregorio          | Milan Menten                 | Sport Vlaanderen-Baloise |
| 5                | Tony Gallopin      | Tony Gallopin      | Marc Sarreau          | Rémy Di Gregorio          | Benjamin Thomas              | Direct Énergie           |
| Classement final | Classement final   | Tony Gallopin      | Marc Sarreau          | Rémy Di Gregorio          | Benjamin Thomas              | Direct Énergie           |